# Skiptvet
Skiptvet est une municipalité du comté d'Østfold en Norvège.